# Sat-R-Day
Sat-R-Day is een Nederlandse boyband bestaande uit Ivan Peroti en de neven Mitchell Kroon en Clarence York. Het repertoire bestaat voornamelijk uit R&B-nummers.
De groep werd in 1996 opgericht en schreef in de beginperiode veel nummers voor artiesten als Re-Play en Ultimate Kaos. De leden moesten voor toelating tot de groep auditeren bij producer Rutger Kroese. In 1998 verschenen twee compilaties. Aan het eind van dat jaar verscheen de eerste single Do it any way you wanna, een gedeeltelijke cover van The People's Choice. Het nummer haalde de hogere regionen van de Mega Top 100.
In 1999 werkten de mannen aan het debuutalbum The Weekend dat in 2000 verscheen, De  eerste single van het album was (I'm diggin'yo) Steelo. In 2003 verscheen de single Don't Go waarop ook rapper Coolio te horen was. In juli van dat jaar verscheen de opvolger The Rules. Beide nummers werden in het najaar van 2003 op het album That's how we're livin uitgebracht. In 2006 was de groep te horen op het debuutalbum van rapper Negativ.
Groepslid Ivan Peroti nam in 2012 deel aan het Nationaal Songfestival en werd daarna een veelgevraagd zanger. Hij is de frontman van Sven Hammond en bereikte in 2016 de kwartfinale van The Voice of Holland. 